# 鄒毅洪
鄒毅洪（?—?），雲南省開化府文山縣人，清朝政治人物、進士出身。
光緒二十年（1894年），参加光緒甲午科殿試，登進士二甲18名。同年五月，改翰林院庶吉士。光緒二十一年四月，散館，著以知县即用。宣統元年，擔任貴州桐梓縣知縣，任內為官拙劣。